# Бакулины
 Бакулины  — деревня в Оричевском районе Кировской области в составе Гарского сельского поселения.

## География
Находится на расстоянии примерно 13 км на север-северо-восток от районного центра поселка Оричи.

## История
Известна с 1671 года как починок Рыбинский с 1 двором. В 1764 году учтено 93 жителя. В 1873 году здесь (Рыбинский или Бакулины) было отмечено дворов 43 и жителей 215, в 1905 35и 186, в 1926 (уже деревня Бакулины или Рыбинский) 41 и 173, в 1950 30 и 107, в 1989 году оставалось 22 жителя. Нынешнее название утвердилось с 1939 года.

## Население
Постоянное население  составляло 11 человек (русские 91%) в 2002 году, 11 в 2010.